# Мосіонжик Броня Шльомівна
Броня Шльомівна Мосіонжик (також Броніслава Мосіонжик, уроджена Гойхенберг; нар. 29 грудня 1941) — радянська і російська шахістка, одинадцятиразова чемпіонка Молдавської РСР. Майстер спорту СРСР (1963). Майстер ФІДЕ.
Вигравала чемпіонат Молдови у 1959, 1960, 1961, 1962, 1963, 1964, 1965, 1967, 1968, 1970 і 1973 роках.

## Біографія
Народилася в евакуйованій з міста Резина сім'ї. Відвідувала шахову секцію Кишинівського Палацу піонерів. Працювала на кишинівському електромеханічному заводі, потім інженером на кишинівському насосному заводі імені Г. І. Котовського. Перемагала на всіх чемпіонатах Молдови, які пройшли між 1959 і 1970 роками. 1961 року стала переможницею чемпіонату Молдови серед жінок; на цьому ж турнірі чемпіоном серед чоловіків став її чоловік Ілля Мосіонжик. У 1963 році стала переможницею чемпіонату Збройних сил СРСР, який проходив у Кишиневі, (від Одеського військового округу). Учасниця чемпіонатів СРСР 1958, 1964 і 1967 років.
Згодом поселилася в Тулі, де навчався її син, потім у Москві. Бере участь у турнірах ветеранів.

## Родина
- Брат — російський тренер з шахів і педагог Олександр Шльомович Гойхенберг (нар. 1937, Резина), директор Центральної спеціалізованої дитячо-юнацької спортивної школи Олімпійського резерву в Петрозаводську, заслужений працівник фізичної культури Російської Федерації (1995).
- Син — підприємець Олександр Ілліч Мосіонжик (нар. 1961), до 2013 року — голова ради директорів інвестиційної групи «Нафта Москва».